# Ferdinand de Marnix de Sainte-Aldegonde
Ferdinand Joseph Maria Ghislain, comte de Marnix de Sainte-Aldegonde, né le 12 avril 1837 à Liège et décédé le 20 avril 1913 à Bruxelles fut un homme politique belge catholique.
Ferdinand fut élu sénateur de l'arrondissement de Bruxelles (1904-mort).

## Généalogie
- Il est le fils de Victor, comte (1814-1891) et Hermine Desoer (1817-1844).
- Il épousa en 1867 Adrienne de Marnix (1850-1931);
  - Ils eurent un fils : John, comte (1870-1963).

## Sources
- Généalogie online